# Néhou
Néhou är en kommun i departementet Manche i regionen Normandie i norra Frankrike. Kommunen ligger i kantonen Saint-Sauveur-le-Vicomte som tillhör arrondissementet Cherbourg. År 2022 hade Néhou 608 invånare.

## Befolkningsutveckling
Antalet invånare i kommunen Néhou
| Referens: INSEE |